# Henriksdals reningsverk

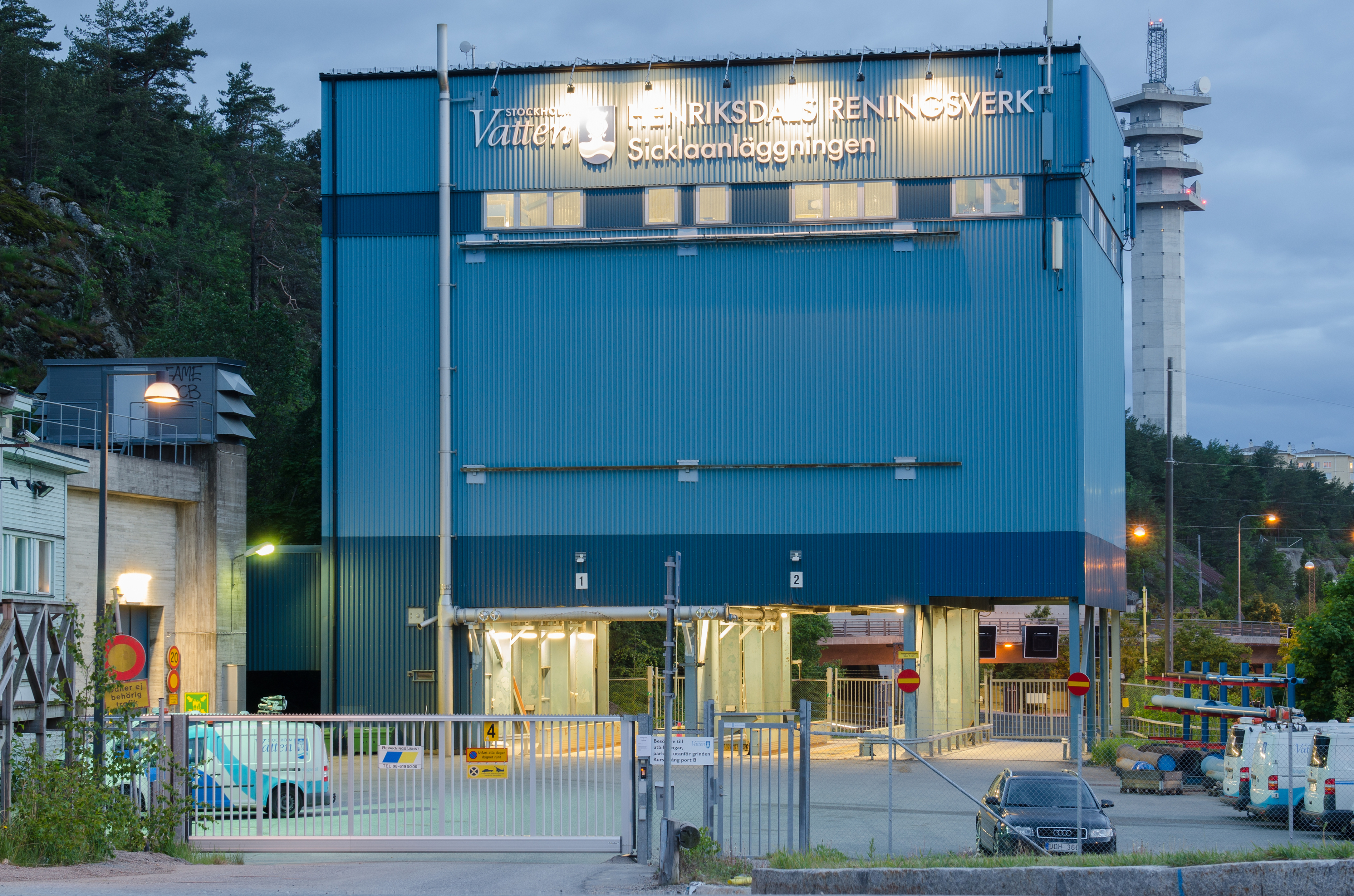
Henriksdals reningsverks byggnad (Sicklaanläggningen) vid Södra länken.

Henriksdals reningsverk är ett reningsverk för avloppsvatten i Stockholms kommun nära gränsen till Nacka kommun. Vid Hammarby Fabriksväg ligger Sicklaanläggningen för grovrening och slambehandling. Henriksdals reningsverk ägs och drivs av Stockholm Vatten och Avfall.

## Omfattning

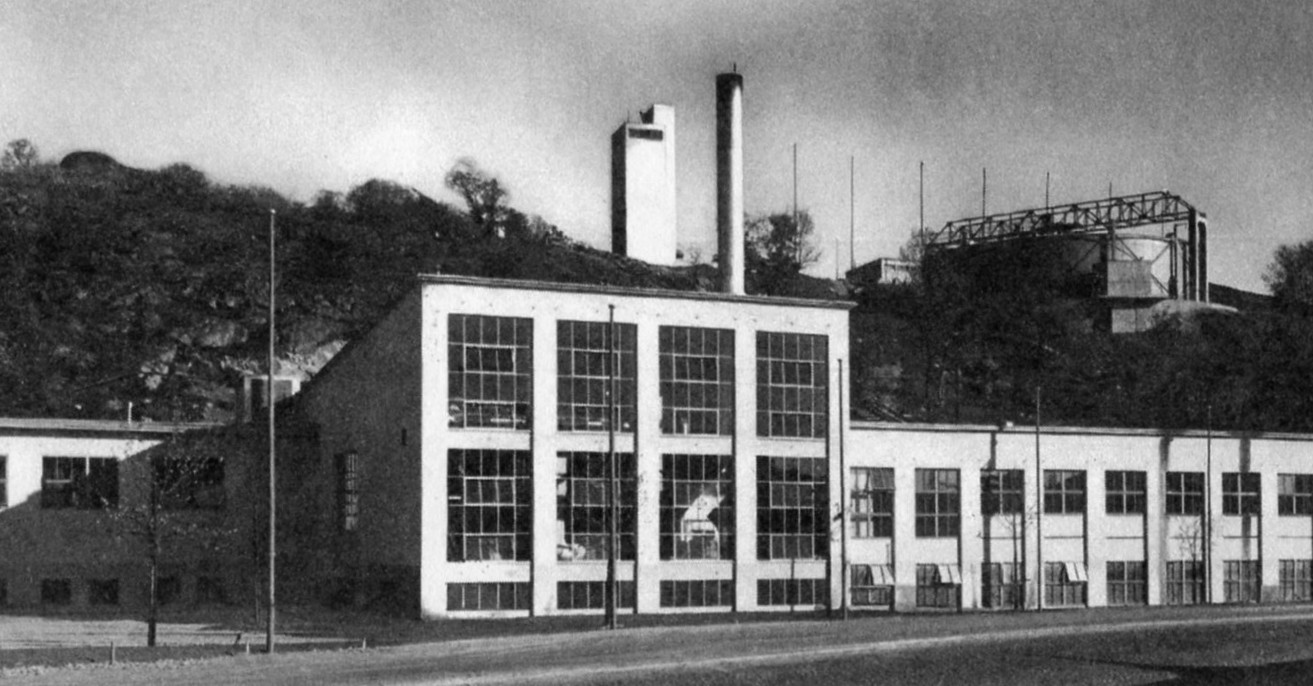
Reningsverkets ursprungliga byggnad, 1941.

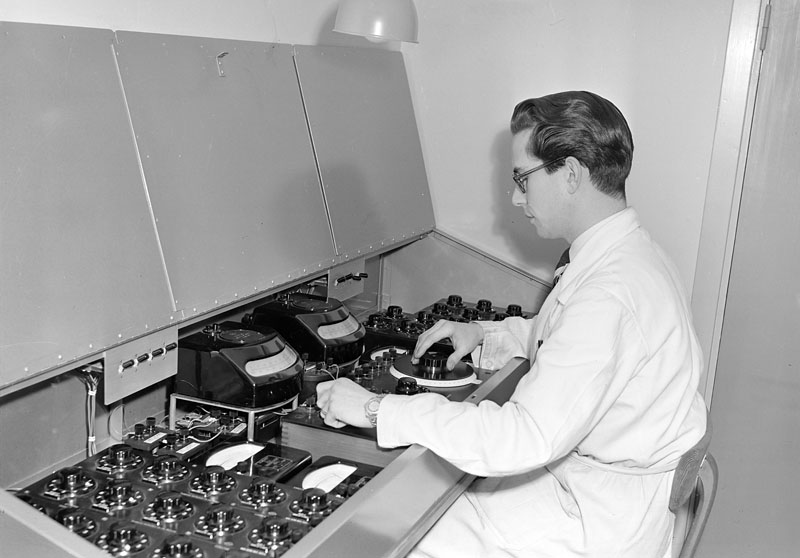
Ingenjör B. Håkansson, vid ett manöverbord i det underjordiska laboratoriet, 1952.

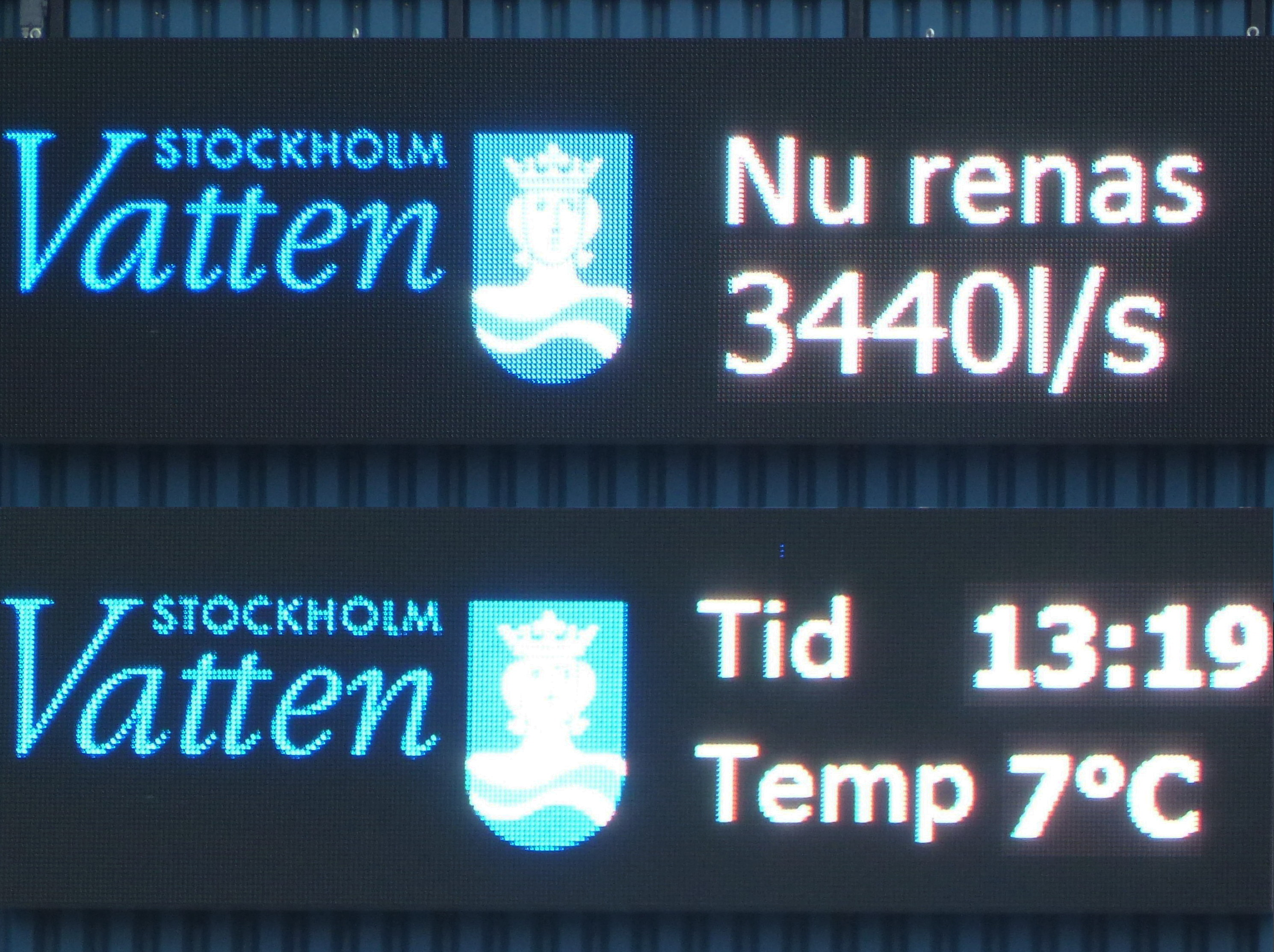
Informationstavla visande omväxlande tid, temperatur och reningsmängd.

Reningsverket är det största i Stockholmsområdet och ingår i ett system med Bromma reningsverk och Louddenverket. Tillsammans betjänar dessa hela Stockholms kommun, större delen av Huddinge kommun, delar av Haninge kommun, Tyresö kommun, Nacka kommun, Sundbybergs kommun, större delen av Järfälla kommun och mindre delar av Ekerö kommun. I Stockholmsområdet finns även Himmerfjärdsverket och Käppalaverket på Lidingö.

## Anläggningsbeskrivning
Med sina yta av 300 000 m² och cirka 18 kilometer tunnlar, insprängt i berg (Henriksdalsberget), är Henriksdals avloppsreningsverk ett av de största verken i Europa. De första nio bassängerna invigdes den 8 juni 1941 av borgarrådet Yngve Larsson, varefter ytterligare 26 bassänger byggdes fram till 1971. Reningsverkets skorsten är utvändigt 7,4 meter i diameter och 80,5 meter hög.
Avloppsvattnet kommer via tryckledning från Karl XII:s torg, ledningen byggdes 1935-1940. Ledningen går in under Värmdövägen och in via en slamavskiljare till 13 så kallade försedimenteringsbassänger med olika storlek och en total volym av 30 000 m³ och en total yta av 8 200 m².
Reningen fortsätter sedan i en aktivslamprocess, med 7 luftningsbassänger (volym: 204 000 m³) och 14 eftersedimenteringsbassänger (volym: 58 000 m³). Därefter släpps det renade vattnet ut i Saltsjön. Reningsverket kan rena upp till 370 000 m³/dygn.
De olika stegen i siffror:
- Försedimentering, yta 8 200 m²
- Försedimentering, antal 13 st
- Biobassänger, volym 205 000 m³
- Biobassänger, antal 7 st
- Eftersedimenteringsbassänger, yta 8 600 m²
- Eftersedimenteringsbassänger, antal 14 st
- Filter, yta 3 600 m²
- Filter, antal 60 st
- Rötkammare, antal 7 st
- Rötkammare, volym 39 000 m³

Verket är dimensionerat för följande belastning:
- Flöde 370 000 m³/d
- Medelflöde 4,3 m³/s
- Maxflöde 12,9 m³/s
- BOD-belastning 63 000 kg BOD7/d

I anslutning till reningsverket ligger Hammarby sjöstadsverk, som är en test- och forskningsanläggning där man skall kunna utveckla och prova nya och förbättrade reningsmetoder under realistiska förhållanden.

## Bilder

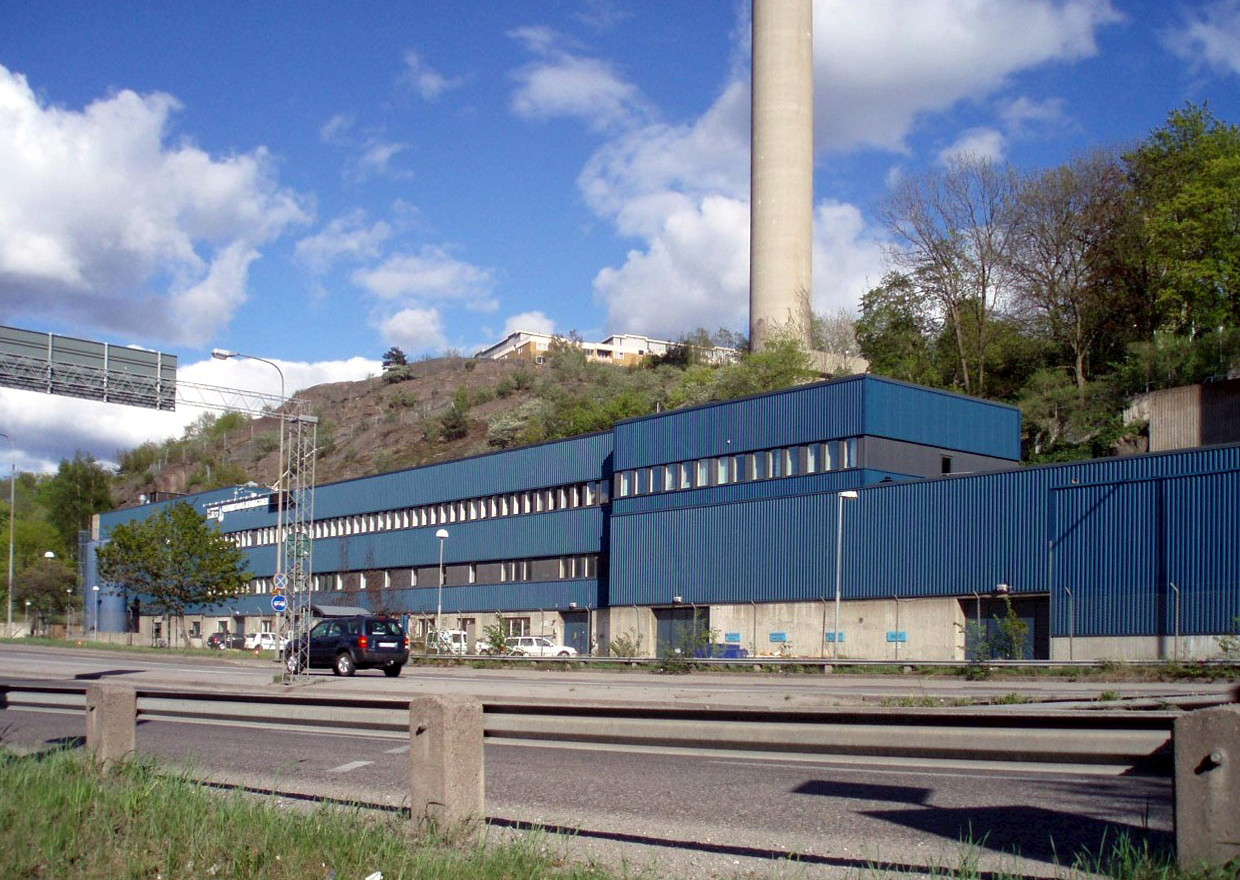
Henriksdals reningsverk med Värmdövägen i förgrunden, maj 2006.
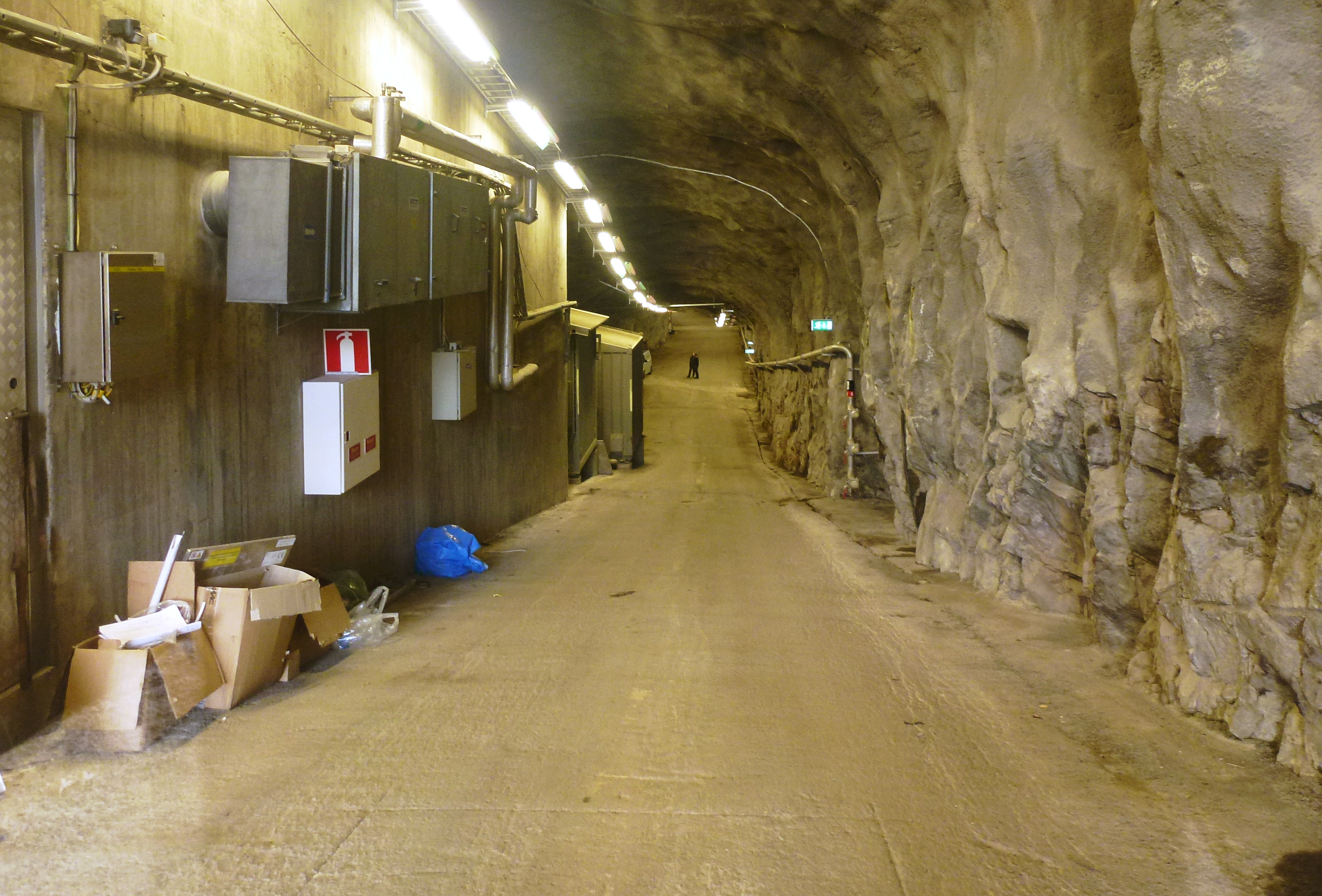
Bergtunneln från Värmdöledens infart, 2013.
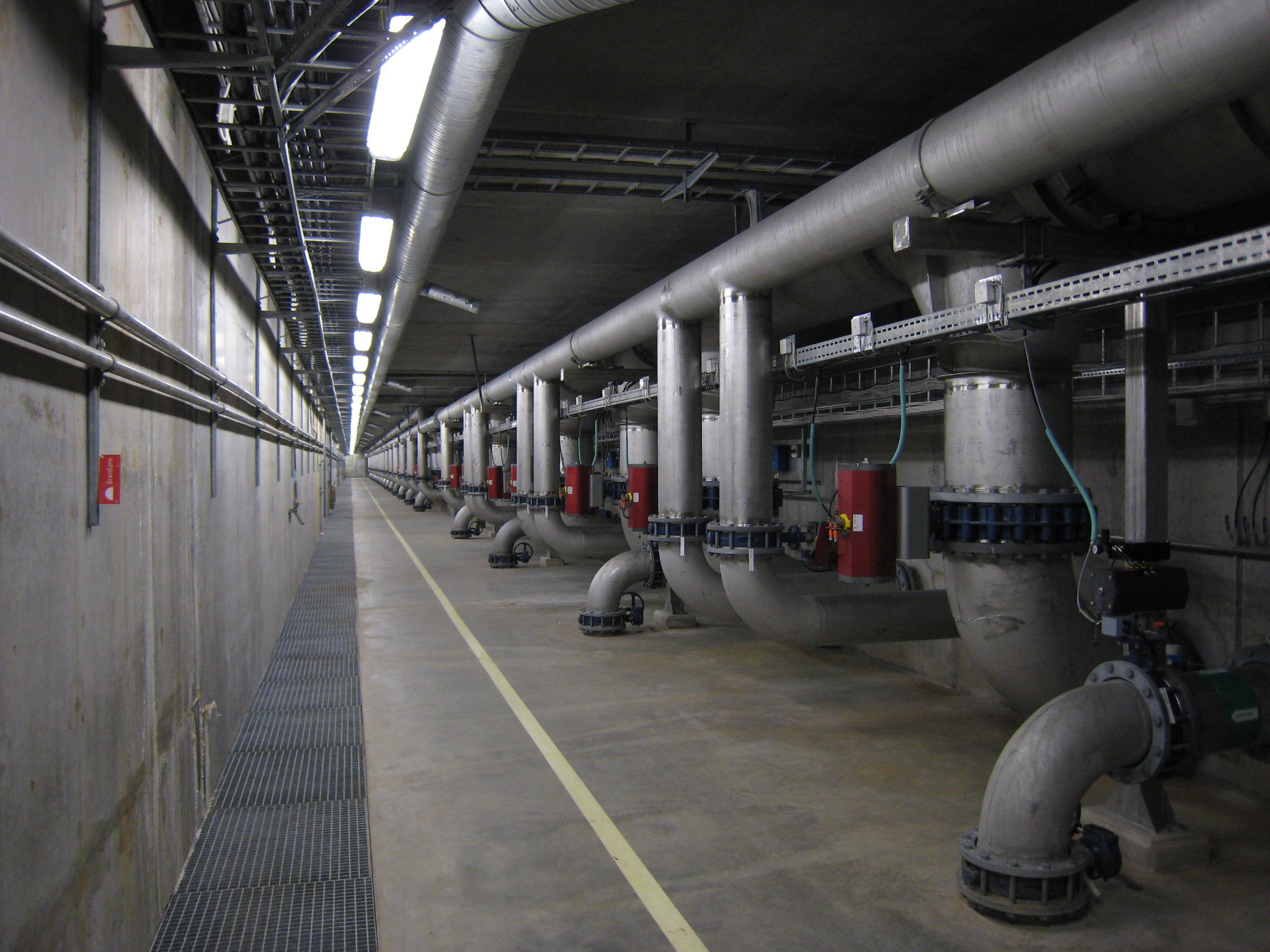
Rörgalleri med rostfria rör, 2010.
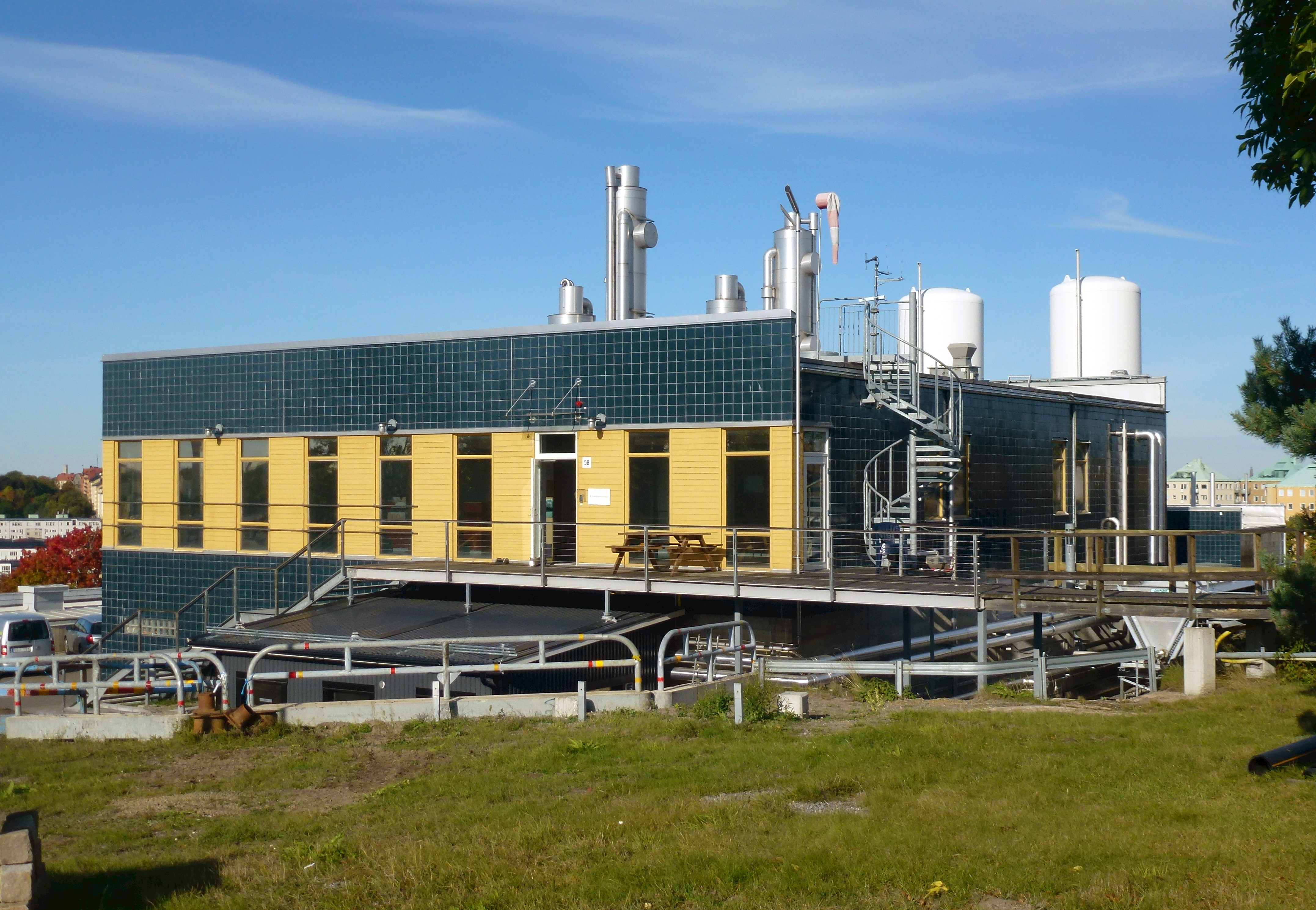
Verk för uppgradering av biogas Henriksdalsberget, 2013.

## Utvecklingsprojekt
Stockholms framtida avloppsrening är ett av Stockholm Vatten och Avfalls genom tiderna största projekt och det beräknas vara genomfört till 2029. I och med utbyggnaden beräknas reningsverkets kapacitet fördubblas. Den nya processen kommer bestå av membranbioreaktorer (MBR), vilket innebär att sedimenteringssteget i aktivslamprocessen ersätts med membran. På så sätt kan reningsprocessen komprimeras. Henriksdals reningsverk kommer när projektet är genomfört att bli världens största anläggning i sitt slag. Bromma reningsverk stängs och en ny avloppstunnel dras 30–90 meter under marken från Bromma till Sicklaanläggningen. Sicklaanläggningen, som är insprängd i berget under Hammarbybacken, byggs ut för att kunna ta hand om de första reningsstegen för avloppsvattnet från Söderort och Västerort. På så sätt säkras möjligheten att rena Stockholms avloppsvatten när befolkningen ökar samtidigt som högre miljökrav ställs på det renade vattnet. Satsningen innebär att vattnet i Mälaren blir ännu renare, att utsläppen i Östersjön minskar och att transporter av avloppsslam genom bostadsområden försvinner. 
Hammarby sjöstadsverk som togs i drift 2003 är en mindre test- och forskningsanläggning, som nu har övergått i privat regi.

## Se även

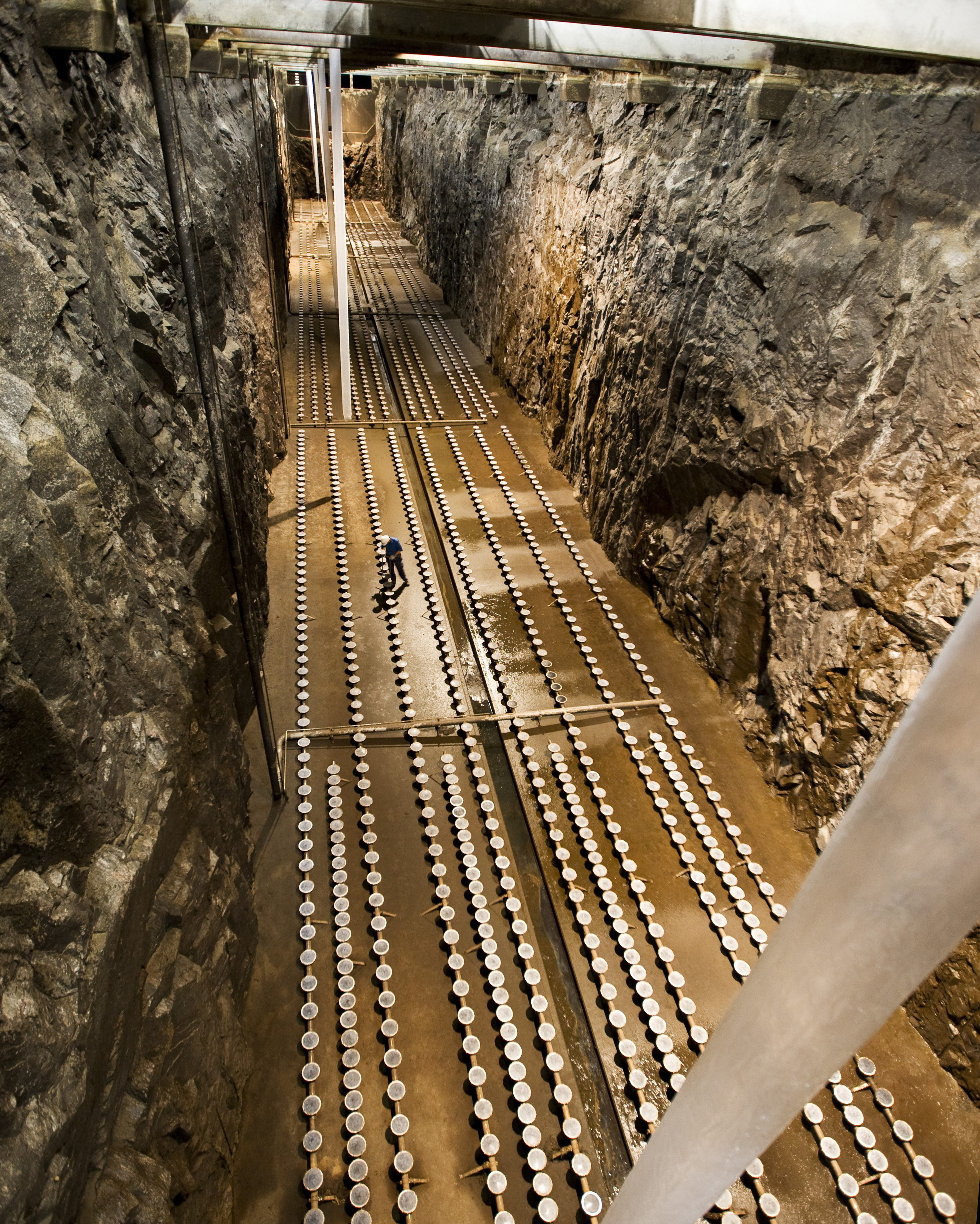
Luftningsbassäng i Henriksdals reningsverk, 2011.